# پاراون میرزویان
پاراون میکائیلی میرزویان (ارمنی: Փարավոն Միքայելի Միրզոյան؛ انگلیسی: Pharaon Mirzoyan؛ زادهٔ ۲ دسامبر ۱۹۴۹) یک نقاش اهل ارمنستان که ریاست نگارخانه ملی ارمنستان را بر عهده دارد.

## زندگی‌نامه
در ۲ دسامبر ۱۹۴۹ در سالوارد به دنیا آمد و در سال ۱۹۷۵ از آکادمی امپریال هنر لنینگراد فارغ‌التحصیل شد. وی همچنین برنده مدال طلای وزارت فرهنگ جمهوری ارمنستان، چهره هنری شایسته جمهوری ارمنستان و روبان مدال شجاعت کار شده است.

## نمایشگاه انفرادی
- ۱۹۸۹ نماینده دائمی ارمنستان در مسکو
- ۱۹۹۵ اتحادیه هنرمندان ارمنستان، ایروان
- ۲۰۰۰ نگارخانه ملی ارمنستان، ایروان
- ۲۰۰۵ نگارخانه ملی ارمنستان، ایروان، سیسیان و واغارشاپات
- ۲۰۰۵ نمایشگاه آثار پاستیل، نگارخانه ملی ارمنستان، ایروان
- ۲۰۰۷ نمایشگاه‌ها در وانادزور و گیومری
- ۲۰۱۰ اتحادیه هنرمندان ارمنستان، ایروان و استپاناکرت (جمهوری آرتساخ)
- ۲۰۱۰ نمایشگاه انفرادی در استپاناکرت (جمهوری آرتساخ), نمایشگاه “Artsakh” تابلو در میدان جمهوری
- ۲۰۱۰ نمایشگاه انفرادی وقف شده به ۳۰۰مین سالگرد جامعه ارمنی سنت پترزبورگ، تالار اتحادیه هنرمندان سنت پترزبورگ
- ۲۰۱۰ نمایشگاه انفرادی در شهر نووی ساد، صربستان
- ۲۰۱۴ نمایشگاه انفرادی در موزه مرکزی دولتی هنر معاصر روسیه، مسکو
- ۲۰۱۴ نمایشگاه انفرادی در نگارخانه ملی ارمنستان، ایروان